# Batllia d'Amont

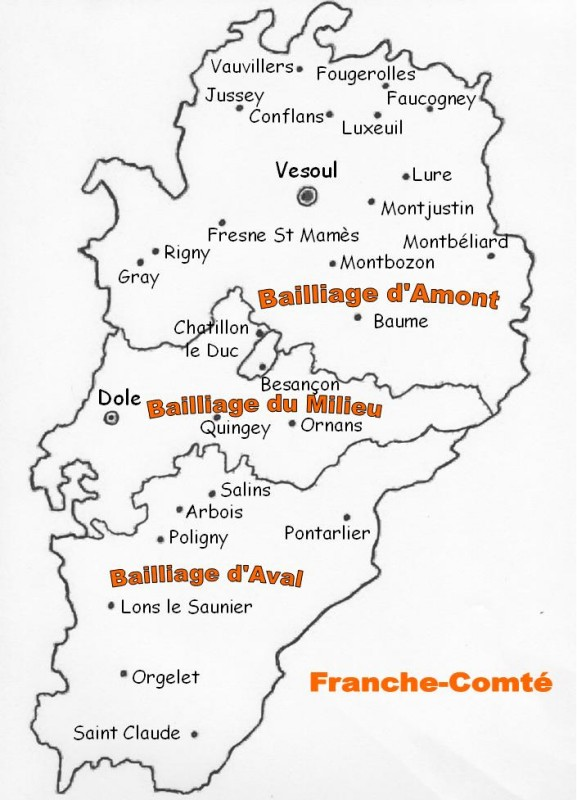
El Franc-Comtat abans de la Revolució Francesa

La batllia d'Amont (en francès: Bailliage d'Amont o batllia Superior) va ser des de la seva Creació per Felip VI, l'any 1333, durant l'Antic Règim, fins a la Revolució Francesa, una de les tres Batllies del Franc Comtat de Borgonya (Franche-Comté).
La capital era Vesoul.

## Història
La Batllia d'Amont es va establir en 1333 durant la baixa edat mitjana. Consistia en tres cambres que van votar per separat i que cadascuna estava composta de: cambra del clergat, cambra de la noblesa i cambra del poble.

## Geografia
La Batllia d'Amont comprenia l'actual Territori del departament francès de l'Alt Saona i una Part del Departament adjacent de Doubs. La Seu de l'administració de la batllia era Vesoul.

## Batllia d'Aval
A part del Bailliage d'Amont (batllia d'Amont) al Franc Comtat hi havia el territori anomenat Bailliage du Milieu (batllia del Mig, Dole) i el territori anomenat Bailliage d'Aval (Batllia d'Aval, Salins).

## Llista dels Governadors
- Hug d'Arc, Cavaller, Agutzil de 1332 fins al 1336.
- Guy de Vyt, Cavallers i Propietari de Vesoul, en fou Prebost de 1337 fins al 1342.
- Jean-de-Montaigu, Cavaller, Senyor de Amange i Ougney, Prebost de 1343 fins al 1349.
- Hug de Vercel, Cavaller, Agutzil de 1349 fins al 1353.
- Guillem de Antulley, Cavaller, Agutzil de 1353 fins al 1357.
- Joan de Cusance, Cavaller, Agutzil de 1357 fins al 1363.
- Joan de Montmartin, Cavaller, Agutzil, l'any 1364.
- Joan de Cusance, Cavaller, Agutzil, l'any 1365 fins al 1367.
- Huart de Raincheval, Cavaller, Agutzil de Març de 1367 fins al 1369.
- Guillem de Mont-Saint-Legier, Cavaller, Agutzil de Juliol de 1369 fins a Abril de 1371.
- Guillem de Poitier, Cavaller, al mateix temps, Prebost de La Batllia d'Aval, de Juny de 1371 fins a Març de 1378.
- Guillem de Belmont, Cavaller, Agutzil, de la totalitat del Franc-Comtat de 1378 fins al 1382.
- Joan de Ville-sud-Arce, Senyor de Thoires, Cavaller, Agutzil de 1385 fins al 1392 (al mateix temps, Prebost de La Batllia d'Aval de 1385 fins al 1389).
- Erard (o Girard) Dufour, Senyor de Aisonville i de Colombier-la-Fosse, Cavaller, Agutzil de 1393 fins al 1416.
- Guy, Senyor de Amanche, Cavaller, Agutzil de 1420 fins al 1427.
- Philibert de Vaudrey, Senyor de Mont, Agutzil, l'any 1429.
- Joan, Senyor de Rupt, Prebost de 1453 fins al 1467.
- Antoine, Senyor de Ray i de Courcelles, Prebost de 1468 fins al 1470.
- Olivier de La Marche, Agutzil de 1474 fins al 1477.
- Arturo de Vaudrey, Agutzil, l'any 1481.
- Joan d'Andelot, Prebost de 1483 fins al 1486.
- Claude Carondelet, Cavaller, Senyor de Salce-sud-Sambre, Prebost de 1494 fins al 1510.
- Claude de la Baume, Senyor de Mont-Saint-Sorlin, Agutzil, l'any 1518.
- François de la Baume, marquès de Mont-Revel, Agutzil, l'any 1544.
- Dom Fernande de Lannoy, Duc de Boyans, Conde de la Roche, Governador de Gray, Prebost de 1568 fins al 1579.
- François de Achey, Senyor de Thouraise, Governador de Dole, Agutzil, l'any 1584.
- Heyrosme de Achey, Senyor de Thouraise, Governador de Gray, Prebost de 1585 fins al 1614.
- Charles-Emmanuel de Gorrevod, Príncep, Duc de Pont-de-Vaux, Marquès de Marnay, Governador del Ducat de Luxemburg, Agutzil, l'any 1616.
- Claude de Bauffremont, Governador del Franc-Comtat, Baró de Scey-sud-Saône i Clervaux, Marquès de Meximieux, Baró de Marigny, Agutzil, l'any 1600.
- Senyor de Vatteville, Marquès de Confians, Prebost de 1668 fins al 1674.
- François de Nyert, Cavaller, Primer Camarlenc de Luis XIV, Governador de Llemotges, Prebost de 1674 fins al 1715.
- Senyor de Baubertans, Prebost de 1743 fins al 1771.
- El comte de Esternoz, Mariscal de camp, Prebost de 1772 fins al 1786.